# HD 70642
HD 70642 è una stella nana gialla situata nella costellazione della Poppa. Dotata di una massa e di un raggio simili a quelli del Sole, la stella è lievemente più fredda, meno luminosa ed in proporzione più ricca di ferro. Dista circa 94 anni luce dal sistema solare.

## Caratteristiche

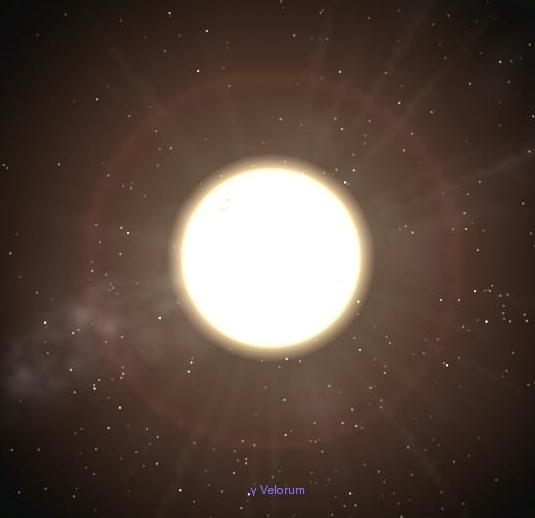
HD 70642 vista dalla simulazione astronomica Celestia.

Avendo una magnitudine apparente di 7,18, la stella è visibile con un binocolo o con un piccolo telescopio, a est di Naos (ζ Puppis), a nord di Gamma Velorum e a nord-est di λ Velorum.
HD 70642 è quella che si può definire un analogo solare, una stella cioè con molte caratteristiche in comune col Sole, anche se con alcune piccole differenze. La sua classe spettrale è G6V, quindi è leggermente più fredda del Sole, con una temperatura stimata attorno ai 5670 K. L'età stimata, a seconda delle fonti prese in considerazione, varia da 2,4 a 6,2 miliardi di anni. La presenza di metalli è circa del 67% maggiore rispetto al Sole, così come appaiono più abbondanti le presenze di litio, alluminio, magnesio e sodio.

## Sistema planetario
Nel 2003 è stata annunciata la presenza di un pianeta a lungo periodo che orbita, secondo una traiettoria circolare (e=0,1), ad una distanza di circa 3,3 UA dalla stella. È probabile che il sistema, molto più simile al nostro Sistema solare di ogni altro scoperto, possa contenere dei pianeti, non ancora scoperti, simili alla Terra, in grado eventualmente di supportare la vita.
| Nome       | Nome       | Massa          | Semiasse maggiore | Periodo orbitale    | Scoperta |
| ---------- | ---------- | -------------- | ----------------- | ------------------- | -------- |
| HD 70642 b | HD 70642 b | >2 (± 0,06) MJ | 3,3 UA            | 2231 (± 400) giorni | 2000     |